# Víctor Manuel Rivas San Emeterio
Víctor Manuel Rivas San Emeterio   (Laredo, 10 de març de 1933 - Saragossa, 14 de novembre de 2014) fou un futbolista espanyol de la dècada de 1960.

## Trajectòria
Començà jugant a la posició d'extrem, però evolucionà a la de volant i finalment defensa lateral. Començà a destacar a la Gimnástica de Torrelavega, des d'on fitxà pel Reial Saragossa, club on jugà durant cinc temporades i visqué un ascens a primera divisió. Fitxà pel Terrassa FC, on jugà durant una temporada i mitja a la segona divisió. El 1959 ingressà pel RCD Espanyol, on romangué quatre temporades, jugant 49 partits de lliga. Fou cedit al Gimnàstic de Tarragona i posteriorment fitxà pel CE L'Hospitalet a segona divisió (1963-65) i acabà la carrera al FC Calella (1965-67).